# Ізет Хайрович
Ізет Хайрович (босн. Izet Hajrovic; нар. 4 серпня 1991, Бругг) — боснійський футболіст, фланговий півзахисник грецького «Аріса» та, в минулому, національної збірної Боснії і Герцеговини.

## Клубна кар'єра
Народився 4 серпня 1991 року в місті Бругг, Швейцарія в родині боснійців, які 1987 року перебрались туди з Сараєво . Вихованець футбольної школи клубу «Грассгоппер». Дорослу футбольну кар'єру розпочав 2009 року в основній команді того ж клубу, в якій провів чотири сезони, взявши участь у 90 матчах чемпіонату. Більшість часу, проведеного у складі «Грассгоппера», був основним гравцем команди і допоміг команді 2013 року виграти Кубок Швейцарії.
До складу клубу «Галатасарай» приєднався на початку 2014 року за 3,5 млн євро. В першому ж сезоні разом з командою виграв кубок Туреччини. Встиг відіграти за стамбульську команду 8 матчів в національному чемпіонаті, після чого влітку того ж 2014 року перейшов до німецького «Вердера».
У складі бременської команди не став стабільним гравцем «основи» і сезон 2015/16 провів в оренді в іспанському «Ейбарі», де, утім, мав ще менше ігрового часу. Повернувшись влітку 2016 року до «Вердера» зумів вибороти собі місце у стартовому складі команді, утім невдовзі важко травмував коліно, майже рік відновлювався від травми, після чого остаточно повернути свої ігрові кондиції вже не зумів.
У січні 2018 року став гравцем загребського «Динамо». У хорватській команді не був основним гравцем, однак регулярно отримував ігровий час.
У червні 2021 року перебрався до грецького «Аріса».

## Виступи за збірні
2009 року викликався в юнацьку збірну Боснії і Герцеговини, проте в заявку на матчі елітного раунду чемпіонату Європи не потрапив. Після цього відмовився грати за збірну Боснії та вибрав команду Швейцарії. Протягом 2011–2012 років залучався до складу молодіжної збірної Швейцарії. На молодіжному рівні зіграв у 8 офіційних матчах.
14 листопада 2012 року дебютував за національну збірну Швейцарії у товариському матчі проти збірної Тунісу, вийшовши на заміну на 84-й хвилині.
У червні 2013 року Хайровіч оголосив про бажання грати за Боснію і Герцеговину. Оскільки Хайрович зіграв за збірну Швейцарії лише в одному товариському матчі, то проблем зі зміною футбольного громадянства не виникло і вже 6 вересня Ізет дебютував у складі національної збірної Боснії і Герцеговини. Вже в другому матчі у складі боснійців Хайрович відзначився забитим м'ячем, допомігши команді здолати збірну Словаччини (2:1). До кінця 2019 року провів у формі головної команди країни 27 матчів, забив 6 голів.

## Титули і досягнення
- Володар Кубка Швейцарії (1):

«Грассгоппер»: 2012-13
- Володар Кубка Туреччини (1):

«Галатасарай»: 2013-14
- Чемпіон Хорватії (4):

«Динамо»: 2017-18, 2018-19, 2019-20, 2020-21
- Володар Кубка Хорватії (2):

«Динамо»: 2017-18, 2020-21
- Володар Суперкубка Хорватії (1):

«Динамо»: 2019

## Статистика виступів

### Статистика виступів за збірну
| Дата       | Місто | Господарі | Результат | Гості     | Турнір           | Голи | Примітки |
| ---------- | ----- | --------- | --------- | --------- | ---------------- | ---- | -------- |
| 14-11-2012 | Радес | Туніс     | 1 – 2     | Швейцарія | товариський матч | -    |          |
| Усього     |       | Матчів    | 1         |           | Голів            | 0    |          |

| Дата       | Місто          | Господарі            | Результат          | Гості                | Турнір             | Голи | Примітки  |
| ---------- | -------------- | -------------------- | ------------------ | -------------------- | ------------------ | ---- | --------- |
| 6-9-2013   | Зеніца         | Боснія і Герцеговина | 0 – 1              | Словаччина           | Відбір до ЧС 2014  | -    |           |
| 10-9-2013  | Жиліна         | Словаччина           | 1 – 2              | Боснія і Герцеговина | Відбір до ЧС 2014  | 1    |           |
| 11-10-2013 | Зеніца         | Боснія і Герцеговина | 4 – 1              | Ліхтенштейн          | Відбір до ЧС 2014  | -    |           |
| 19-11-2013 | Сан-Луїс       | Аргентина            | 2 – 0              | Боснія і Герцеговина | товариський матч   | -    |           |
| 5-3-2014   | Інсбрук        | Боснія і Герцеговина | 0 – 2              | Єгипет               | товариський матч   | -    |           |
| 30-5-2014  | Сент-Луїс      | Кот-д'Івуар          | 1 – 2              | Боснія і Герцеговина | товариський матч   | -    | 75'       |
| 3-6-2014   | Чикаго         | Мексика              | 0 – 1              | Боснія і Герцеговина | товариський матч   | 1    | 77'       |
| 15-6-2014  | Ріо-де-Жанейро | Аргентина            | 2 – 1              | Боснія і Герцеговина | ЧС 2014 - 1-й етап | -    | 71'       |
| 21-6-2014  | Куяба          | Нігерія              | 1 – 0              | Боснія і Герцеговина | ЧС 2014 - 1-й етап | -    | 57'       |
| 4-9-2014   | Тузла (місто)  | Боснія і Герцеговина | 3 – 0              | Ліхтенштейн          | товариський матч   | -    | 46'       |
| 9-9-2014   | Зениця         | Боснія і Герцеговина | 1 – 2              | Кіпр                 | Відбір до ЧЄ 2016  | -    | 62'       |
| 10-10-2014 | Кардіфф        | Уельс                | 0 – 0              | Боснія і Герцеговина | Відбір до ЧЄ 2016  | -    | 83'       |
| 16-11-2014 | Хайфа          | Ізраїль              | 3 – 0              | Боснія і Герцеговина | Відбір до ЧЄ 2016  | -    |           |
| 31-3-2015  | Відень         | Австрія              | 1 – 1              | Боснія і Герцеговина | товариський матч   | 1    | 82'       |
| 12-6-2015  | Зениця         | Боснія і Герцеговина | 3 – 1              | Ізраїль              | Відбір до ЧЄ 2016  | -    | 80'       |
| 3-9-2015   | Брюссель       | Бельгія              | 3 – 1              | Боснія і Герцеговина | Відбір до ЧЄ 2016  | -    | 72'       |
| 13-11-2015 | Зениця         | Боснія і Герцеговина | 1 – 1              | Ірландія             | Відбір до ЧЄ 2016  | -    | 88'       |
| 29-5-2016  | Санкт-Галлен   | Боснія і Герцеговина | 1 – 3              | Іспанія              | товариський матч   | -    | 46'       |
| 3-6-2016   | Toyota         | Боснія і Герцеговина | 2 – 2 (4 - 3 п.п.) | Данія                | Kirin Cup 2016     | -    | 73'       |
| 7-6-2016   | Суйта          | Японія               | 1 – 2              | Боснія і Герцеговина | Kirin Cup 2016     | -    | 90+1'     |
| 10-10-2016 | Зениця         | Боснія і Герцеговина | 2 – 0              | Кіпр                 | Відбір до ЧС 2018  | -    | 64'       |
| 13-11-2016 | Афіни          | Греція               | 1 – 1              | Боснія і Герцеговина | Відбір до ЧС 2018  | -    | 65' — 87' |
| 7-10-2017  | Сараєво        | Боснія і Герцеговина | 3 – 4              | Бельгія              | Відбір до ЧС 2018  | -    | 71'       |
| 10-10-2017 | Таллінн        | Естонія              | 1 – 2              | Боснія і Герцеговина | Відбір до ЧС 2018  | 2    | 78'       |
| 12-10-2019 | Зениця         | Боснія і Герцеговина | 4 – 1              | Фінляндія            | Відбір до ЧЄ 2020  | 1    | 18'       |
| 15-10-2019 | Афіни          | Греція               | 2 – 1              | Боснія і Герцеговина | Відбір до ЧЄ 2020  | -    |           |
| 18-11-2019 | Вадуц          | Ліхтенштейн          | 0 – 3              | Боснія і Герцеговина | Відбір до ЧЄ 2020  | -    |           |
| Усього     |                | Матчів               | 27                 |                      | Голів              | 6    |           |